# Bewick Island
Bewick Island är en ö i Australien. Den ligger i delstaten Queensland, omkring 1 700 kilometer nordväst om delstatshuvudstaden Brisbane. Arean är 1,8 kvadratkilometer. Den sträcker sig 1,7 kilometer i nord-sydlig riktning, och 1,7 kilometer i öst-västlig riktning.
Savannklimat råder i trakten. Genomsnittlig årsnederbörd är 1 345 millimeter. Den regnigaste månaden är mars, med i genomsnitt 454 mm nederbörd, och den torraste är september, med 5 mm nederbörd.